# Université de l'Iowa
 (septembre 2024).
Si vous disposez d'ouvrages ou d'articles de référence ou si vous connaissez des sites web de qualité traitant du thème abordé ici, merci de compléter l'article en donnant les références utiles à sa vérifiabilité et en les liant à la section « Notes et références ».
L'université de l'Iowa (en anglais, University of Iowa) est un centre d'enseignement et de recherche universitaire américain majeur situé sur un campus à Iowa City, dans l'Iowa. L'université comporte onze facultés, la plus grande étant le College of Liberal Arts and Sciences (celle qui a le plus d’étudiants).
Dans le domaine sportif, les Iowa Hawkeyes défendent les couleurs de l'université de l'Iowa.

## Personnalités liées à l'université
- Olga Balema, sculptrice ukrainienne
- Abel Beach, poète américain
- Terry Branstad, homme politique américain
- Tisa Bryant, écrivaine, essayiste africaine-américaine
- Amy Catanzano, écrivain
- Marilyn Chin, poète, écrivain et universitaire
- Choi Jeongrye, poète sud-coréenne
- Caitlin Clark, joueuse de basket-ball
- Jeff Clark, poète américain et créateur de livres objets, book designer
- Elizabeth Catlett, sculptrice et graveuse américano-mexicaine
- Rana Dajani, biologiste moléculaire jordanienne
- Ettore Ewen, dit Big E, catcheur
- George Gallup, statisticien et sociologue américain
- Luka Garza, joueur de basket-ball
- Linda Gregerson, poète et essayiste
- Lyn Hejinian, poète, essayiste américaine
- Mary Beth Hurt, actrice américaine
- Alex Karras, joueur de football américain et acteur
- Myung Mi Kim, poète et professeur de littérature
- Nile Kinnick, joueur de football américain
- George Kittle, joueur de football américain
- Yiyun Li, écrivaine sino-américaine
- Raj Loomba, pair, homme politique et philanthrope britannique
- Kate Martin, joueuse de basket-ball
- Ayana Mathis, autrice
- Laura Mullen, poète
- Keegan Murray, joueur de basket-ball
- Kris Murray, joueur de basket-ball
- Don Nelson, joueur et entraîneur de basket-ball
- Alice Notley, poète américaine
- Bob Perelman, poète, essayiste, critique d'art, universitaire
- David St. John, poète, essayiste, librettiste et professeur d'université
- Franca Treur, écrivaine
- Kari Lake, femme politique et journaliste